# Сунчелеево (Аксубаевский район)
Сунчелеево (тат. Сөнчәле, чув. Аслă Сĕнчел) — село в Аксубаевском районе Республики Татарстан. Административный центр Сунчелеевского сельского поселения.
Расположено на левом берегу р. Большая Сульча в 20 км к юго-западу от районного центра

## Название
Топоним происходит от гидронима Сульча, тот в свою очередь от чувашского слова Сĕнчĕ, Сĕнтĕр, Сĕнтĕк что является названием синего растения (Дурман Трава, Белена) который проростал вдоль берегов реки а так же языческое имя Сĕнчĕк. В чувашских гидронимах частое явление называть реки по названию окружающих растений.

## История
Село известно с 1700 г. и основано чувашами. В дореволюционных источниках упоминается также под названием Вознесенское.
В начале XVIII в. село подверглось нападению каракалпаков, часть населения была взята в плен.
В XVIII — первой половине XIX в. жители относились к категории государственных крестьян. Основные занятия жителей в этот период — земледелие и скотоводство, был распространен санный промысел.
Предположительно, в 1715 г. построена мечеть.
С 1743 г. сельчане-чуваши, принявшие православие, относились к приходу церкви села Кутуши, позже в селе образован свой приход. В 1796 г. построена деревянная Вознесенская церковь с приделом архангела Михаила, в 1868 г. отстроена заново на том же месте.
В 1861 г. в селе открыта церковно-приходская школа, в 1879 г. преобразована в земскую (в 1885 г. обучалось 38 мальчиков и 6 девочек, в 1900 г. — 72 и 10 соответственно), в 1912 г. переведена в новое здание.
В начале XX в. в селе функционировали мельница, крупообдирка, 2 пивные, казенная винная и 3 мелочные лавки.
В этот период земельный надел сельской общины составлял 1565 десятин.
В 1918 г. в селе открыта чувашская учительская семинария, позднее преобразованная в трехгодичные педагогические курсы, в 1922 г. закрыта.
В 1932 г. открыт педагогический техникум, в 1936 г. переведен в Аксубаево.
До 1920 г. село входило в Старо-Мокшинскую волость Чистопольского уезда Казанской губернии. С 1920 г. в составе Чистопольского кантона ТАССР.
С 10 августа 1930 г. — в Аксубаевском, с 10 февраля 1935 г. — в Тельманском, с 16 июля 1958 г. — в Аксубаевском, с 1 февраля 1963 г. — в Октябрьском, с 12 января 1965 г. в Аксубаевском районах. Ныне центр Сунчелеевского сельского поселения.
В первой половине XVIII в. выходцами из этого села было основано покинувшими чувашами язычниками во время волны крещения и христианизации, соседняя деревня «Новопоселённая Сунчалеева» (ныне Татарское Сунчелеево). В 1866 г. там была построена первая мечеть, после чего некрещеные чуваши приняли ислам и отатарились, в 1908 г. — построена вторая мечеть.

## Число жителей
В 1782 г. — 114 душ мужского пола;
1859 г. — 555,
1897 г. — 885,
1908 г. — 1009,
1920 г. — 1111,
1926 г. — 843,
1938 г. — 931,
1949 г. — 880,
1958 г. — 718,
1970 г. — 746,
1979 г. — 578,
1989 г. — 661,
2002 г. — 554,
2010 г. — 519,
2015 г. — 543 человека (чуваши)

## Известные люди
- Еллиев Ефрем Васильевич — чувашский прозаик, писатель, учитель. Автор многочисленных литературных произведений.
- Абруков Сергей Андреевич -  выпускник Казанского государственного университета. С 1948 по 1967 гг. работал лаборантом, ассистентом, старшим преподавателем, доцентом, профессором и заведующим кафедрой молекулярной физики в Казанском государственном университете. С 1967 г. – в Чувашском государственном университете им. И.Н. Ульянова: заведующий кафедрой теплофизики, проректор по научной работе. С 1996 г. был главным научным сотрудником научно-исследовательской части, организатором и руководителем первой в Чувашии проблемной научно-исследовательской лаборатории «Физика неустойчивого горения» (1979). Научная деятельность связана с физикой горения. Родоначальник научной школы «Физика горения и методы ее исследования». Мировое признание получили его работы по разработке методов управления процессами горения, развитию теневых, интерференционных и голографических методов исследования. Автор более 200 научных работ, в т. ч. 3 монографий, 8 изобретений. Разрабатывал новое научное направление – гистерезисные явления при горении. Основные труды: «Теневые и интерференционные методы исследования оптических неоднородностей», «Вибрационное распространение пламени», «Периодические явления при горении» и др. Награжден орденами Отечественной войны II степени, «Знак Почета», медалями.
- Абруков Николай Ремович — к. э. н., в разные годы занимал должности: заместитель генерального директора — директор Центрального офиса ОАО «ТФК КамАЗ»; и. о. ректора КНИТУ-КАИ, заместитель председателя Совета ректоров вузов Республики Татарстан; директор Департамента по подготовке персонала ОАО «ОАК (Объединенная авиационная корпорация)»; заместитель генерального директора по персоналу и социальному развитию АО «КМПО».
- Сафандеев Василий Федотович — заслуженный машинностроитель РФ (1994 г.)[6], заслуженный строитель г. Набережные Челны, награжден почетной грамотой мэра г. Набережные Челны, слесарь-ремонтник высшего разряда.

- И. П. Актай (р. 1944) — писатель, член Союза писателей Чувашской Республики, РТ, лауреат Республиканской литературной премии имени А.Талвира;
- В. Ф. Елтов (р. 1941) — писатель;
- С. С. Ильин (1905—1978) — агрохимик, агроном-растениевод, доктор сельскохозяйственных наук.
- Маненков Геннадий Васильевич. (1936-2009) - заслуженный экономист России, заслуженный экономист республики Татарстан. В разные годы занимал должности: главный бухгалтер Светлогорского УБР объединения "Беларусьнефть", главный бухгалтер п/о "Татнефть", главный бухгалтер СП TATEX, зам директора, главный бухгалтер внешнеэкономической фирмы ОАО "Татнефть"

## Объекты
На юго-западе села располагается языческий памятник «Врата Земли», рядом с которым на холме — заброшенное святилище Киреметь, у его подножия — несколько родников.